# Éva Ruttkai
Dans le nom hongrois Ruttkai Éva, le nom de famille précède le prénom, mais cet article utilise l’ordre habituel en français Éva Ruttkai, où le prénom précède le nom.
Éva Ruttkai, née Éva Russ le 31 décembre 1927 à Budapest – morte le 27 septembre 1986 dans la même ville, est une actrice hongroise de théâtre et de cinéma. Elle a été mariée deux fois : avec l’acteur Miklós Gábor
puis avec Zoltán Latinovits, également acteur,.